# 이엄지
이엄지(1992년 7월 8일 ~ )는 대한민국의 여성 치어리더이다.